# Invisibles (pel·lícula de 2007)
Invisibles és una pel·lícula documental espanyola dirigida per Mariano Barroso, Isabel Coixet, Javier Corcuera Andrino, Fernando León de Aranoa i Wim Wenders el 2007. Va obtenir el Goya a la millor pel·lícula documental en la XXII edició dels Premis Goya, el 2008.

## Argument
Cinc directors homenatgen el vint aniversari de l'ONG Metges sense Fronteres. A través de diverses històries es retrata a persones que viuen enmig de guerres i conviuen amb epidèmies:
- El sueño de Bianca (Mariano Barroso) tracta dels problemes de la població de la República Centreafricana per aconseguir medicaments.
- Cartas a Nora (Isabel Coixet) tracta sobre la malaltia de Chagas, una malaltia infecciosa que afecta milions de pobres a Hispanoamèrica.
- Crímenes invisibles (Wim Wenders) denuncia els casos de violència sexual que pateixen les dones al Congo.
- Buenas noches, Ouma (Fernando León de Aranoa) tracta sobre la situació de milers de nens soldat a Uganda.
- La voz de las piedras (Javier Corcuera Andrino) planteja una història d'una família de desplaçats a Colòmbia a causa del conflicte entre l'exèrcit i la guerrilla.[3]

Aquest projecte solidari neix amb el segell de Javier Bardem com a productor. Per a commemorar les dues dècades de treball de Metges sense Fronteres es va voler fer un homenatge als seus cooperants, però també a les persones que reben la seva ajuda. Persones "invisibles" que tenen una història i que troben, en aquest documental, una manera d'expressar-se.

## Premis i nominacions
- Goya a la millor pel·lícula documental (2008)[4]
- Premis Cinematogràfics José María Forqué (2008) Premi Egeda.[5]